# Pygoctenucha
Pygoctenucha is een geslacht van vlinders van de familie spinneruilen (Erebidae), uit de onderfamilie Arctiinae.

## Soorten
- P. azteca Schaus, 1892
- P. clitus Druce, 1884
- P. enna Druce, 1885
- P. pyrrhoura Hulst, 1881
- P. terminalis Walker, 1854